# 페르미 준위
페르미 준위(영어: Fermi level)란 물리학 (양자 역학)에서 페르미-디랙 통계의 변수나 페르미입자계의 화학 위치에너지 μ이다. 절대 영도에서의 페르미 준위는 바닥 상태의 에너지로, 이를 페르미 에너지(fermi energy)라고 한다.
결정사이에 전자의 에너지 띠구조를 형성한다. 절대영도의 페르미 에너지는 금속의 경우에 전자를 바닥부터 채워서 그 수가 계의 전전자수가 된 것의 전자 에너지이지만, 반도체나 절연체의 경우에는 전도띠와 원자가띠 사이의 띠틈 속에 있다.
예를 들어, 자유전자계의 페르미 에너지는 다음과 같다.
{\displaystyle {\frac {h^{2}{k_{F}}^{2}}{{8\pi ^{2}}{m}}}}
여기서 {\displaystyle h}는 플랑크 상수, {\displaystyle k_{F}}는 페르미 반경, {\displaystyle m}은 전자의 질량이다.

## 관련 용어
- 페르미 면
- 띠틈

## 같이 보기
- 양자통계역학
- 양자 역학
- 물성 물리학